# Gortynia
Gortynia (tiếng Hy Lạp: ?) là một khu tự quản ở vùng Peloponnesos, Hy Lạp. Khu tự quản Gortynia có diện tích 1051 km², dân số theo điều tra ngày 18 tháng 3 năm 2001 là 12492 người.